# K-Pop Star
K-Pop Star (kor. K팝 스타, langer Titel 서바이벌 오디션 K팝 스타) ist eine südkoreanische Gesangs-Castingshow, die seit Dezember 2011 vom Fernsehsender Seoul Broadcasting System (SBS) ausgestrahlt wird.

## Konzept
Inhalt der Sendung ist es, in einem Talentwettbewerb einen Sänger oder eine Sängerin zu ermitteln. Es ist auch möglich, als Duo oder Band anzutreten. In verschiedenen Stufen werden Kandidaten für die Sendung gecastet, die danach in den Live-Sendungen gegeneinander antreten, wobei sie von einer Jury beurteilt werden.
Der Gewinner des Finales darf sich ein Label der „Big 3“ (SM, YG oder JYP) aussuchen, bei dem er einen Vertrag bekommt und zudem gewinnt er 300 Millionen Won.

## Geschichte
Die ursprüngliche Jury bestand aus Yang Hyun-suk (Gründer von YG Entertainment und ehemals Mitglied von Seo Taiji and Boys), Park Jin-young (Singer-Songwriter und Gründer von JYP Entertainment) und dem K-Pop-Star BoA, die S.M. Entertainment vertrat. Das Titellied  der Sendung stammt mit One Dream von BoA. Nach der zweiten Staffel wurde BoA durch den Singer-Songwriter You Hee-yeol ersetzt. Moderiert wurden die Live-Sendungen während der ersten beiden Staffeln von dem Sänger Yoon Do-hyun und dem Entertainer Boom. Seit der dritten Staffel moderiert Jun Hyun-moo.
Sieger der ersten Staffel war Park Ji-min und Akdong Musician konnte die zweite Staffel gewinnen.